# 博格達希夫
50°31′30″N 26°13′17″E / 50.52500°N 26.22139°E
博格達希夫（烏克蘭語：Богдашів），是烏克蘭西北部的村莊，隸屬里夫內州的里夫內區。該村面積6.01平方公里，海拔高度204米，人口1,200，人口密度每平方公里193.2人。